# Premio Dadasaheb Phalke
El Premio Dadasaheb Phalke es el más alto galardón cinematográfico de la India, entregado anualmente en la ceremonia de los Premios Nacionales de Cine por la Dirección de Festivales de Cine, una organización creada por el Ministerio de Información y Radiodifusión. El galardonado es honrado por su "destacada contribución al crecimiento y desarrollo del cine indio" y es seleccionado por un comité compuesto por eminentes personalidades de la industria cinematográfica india. A partir de 2017, el premio comprende un medallón Swarna Kamal (Loto dorado), un chal y un premio en efectivo de ₹1 000 000 (aproximadamente 14 000 dólares estadounidenses).
Presentado por primera vez en 1969, el premio fue introducido por el Gobierno de la India para conmemorar la contribución del cineasta y guionista Dadasaheb Phalke al cine indio. Phalke (1870-1944), considerado a menudo considerado como "el padre del cine indio", fue el encargado de dirigir el primer largometraje del país asiático, Raja Harishchandra (1913). Durante su trayectoria produjo 95 películas y 26 cortometrajes hasta 1937. Entre sus trabajos más notables se encuentran Mohini Bhasmasur (1913), Satyavan Savitri (1914), Lanka Dahan (1917), Shri Krishna Janam (1918) y Kaliya Madan (1919).
La primera en recibir el premio fue la notable actriz Devika Rani, que fue galardonada en la 17.ª edición de los Premios Nacionales de Cine. Hasta 2018 ha habido cincuenta personalidades premiadas, entre las que destacan Satyajit Ray, Raj Kapoor, Akkineni Nageswara Rao, Soumitra Chatterjee y más recientemente Amitabh Bachchan y Manoj Kumar. Los actores Prithviraj Kapoor (1971) y Vinod Khanna (2017) son los únicos galardonados a título póstumo.
Otros premios y festivales de cine en el país asiático han sido nombrados en honor a Dadasaheb Phalke, lo que a menudo genera confusión. Entre estos premios se encuentran los premios de la Fundación de Cine de Dadasaheb Phalke y los Premios de Excelencia de Dadasaheb Phalke, que no están relacionados con el galardón otorgado por la Dirección de Festivales de Cine. Algunos destacados cineastas, como Shyam Benegal, han propuesto que el Gobierno de la India intervenga para impedir el uso del nombre de Phalke, pero el Ministerio de Información y Radiodifusión ha afirmado que no puede hacerlo porque los nombres de los nuevos premios no son una copia exacta.

## Ganadores
| Año  | Imagen | Receptor (a)               | Industria cinematográfica | Notas                                                                                                 |
| ---- | ------ | -------------------------- | ------------------------- | --- |
| 1969 |        | Devika Rani                | Hindi                     | Reconocida como la primera dama del cine indio.                                                       |
| 1970 |        | Birendranath Sircar        | Bengalí                   | Fundador de dos compañías de producción cinematográfica en la India.                                  |
| 1971 |        | Prithviraj Kapoor          | Hindi                     | Fundó la compañía teatral Prithvi en 1944 para promover el arte escénico de la India.                 |
| 1972 |        | Pankaj Mullick             | Bengalí Hindi             | Notable por componer gran cantidad de bandas sonoras.                                                 |
| 1973 |        | Ruby Myers                 | Hindi                     | Considerada el primer símbolo sexual del cine indio.                                                  |
| 1974 |        | Bommireddy Narasimha Reddy | Télugu                    | Dirigió quince películas en idioma télugu.                                                            |
| 1975 |        | Dhirendra Nath Ganguly     | Bengalí                   | Uno de los fundadores de la industria del cine en idioma bengalí.                                     |
| 1976 |        | Kanan Devi                 | Bengalí                   | Conocida como la primera dama del cine bengalí.                                                       |
| 1977 |        | Nitin Bose                 | Bengalí Hindi             | Introdujo la técnica del playback al cine indio en la década de 1930.                                 |
| 1978 |        | Raichand Boral             | Bengalí Hindi             | Pionero de la industria musical en el cine de la India.                                               |
| 1979 |        | Sohrab Modi                | Hindi                     | Reconocido por llevar los clásicos de Shakespeare a las tablas indias.                                |
| 1980 |        | Paidi Jairaj               | Hindi Télugu              | Figura notable en la consecución de los Premios Filmfare.                                             |
| 1981 |        | Naushad                    | Hindi                     | Notable por introducir la técnica del sound mixing en el cine del país asiático.                      |
| 1982 |        | L. V. Prasad               | Télugu Tamil Hindi        | Fue uno de los primeros actores en figurar en producciones cinematográficas en télugu, tamil e hindi. |
| 1983 |        | Durga Khote                | Hindi Maratí              | Actuó en la primera película india en idioma maratí.                                                  |
| 1984 |        | Satyajit Ray               | Bengalí                   | Figura notable y de reconocimiento internacional.                                                     |
| 1985 |        | V. Shantaram               | Hindi Maratí              | Produjo y dirigió la primera película a color en la India.                                            |
| 1986 |        | B. Nagi Reddy              | Télugu                    | Produjo más de cincuenta películas.                                                                   |
| 1987 |        | Raj Kapoor                 | Hindi                     | Su desempeño en la película Awara (1951) fue reconocido por la revista Time en 2010.                  |
| 1988 |        | Ashok Kumar                | Hindi                     | Protagonizó Kismet (1943), el primer éxito de taquilla en la industria cinematográfica india.         |
| 1989 |        | Lata Mangeshkar            | Hindi Maratí              | Cantante de playback, aportó su voz en producciones cinematográficas en una gran variedad de idiomas. |
| 1990 |        | Akkineni Nageswara Rao     | Télugu                    | Actuó en más de 250 producciones cinematográficas.                                                    |
| 1991 |        | Bhalji Pendharkar          | Maratí                    | Produjo más de sesenta películas en maratí.                                                           |
| 1992 |        | Bhupen Hazarika            | Asamés                    | Pionero de la industria cinematográfica en idioma asamés.                                             |
| 1993 |        | Majrooh Sultanpuri         | Hindi                     | Compuso canciones para una gran cantidad de películas en idioma hindi.                                |
| 1994 |        | Dilip Kumar                | Hindi                     | Permació activo como actor durante alrededor de seis décadas.                                         |
| 1995 |        | Rajkumar                   | Canarés                   | Actuó en más de 200 películas en canarés.                                                             |
| 1996 |        | Sivaji Ganesan             | Tamil                     | Apareció en más de 300 películas, principalmente en idioma tamil.                                     |
| 1997 |        | Kavi Pradeep               | Hindi                     | Compuso la música de más de ochenta producciones cinematográficas en idioma hindi.                    |
| 1998 |        | B. R. Chopra               | Hindi                     | Estableció la compañía de producción cinematográfica B. R. Films en 1956.                             |
| 1999 |        | Hrishikesh Mukherjee       | Hindi                     | Dirigió cerca de cincuenta películas en idioma hindi.                                                 |
| 2000 |        | Asha Bhosle                | Hindi Maratí              | Destacada cantante de playback cuya carrera inició en 1948.                                           |
| 2001 |        | Yash Chopra                | Hindi                     | Fundador de Yash Raj Films y director en más de veinte películas en hindi.                            |
| 2002 |        | Dev Anand                  | Hindi                     | Produjo alrededor de cuarenta películas.                                                              |
| 2003 |        | Mrinal Sen                 | Bengalí Hindi             | Reconocido como uno de los cineastas más importantes de la India.                                     |
| 2004 |        | Adoor Gopalakrishnan       | Malabar                   | Pionero de la nueva ola del cine en idioma malabar.                                                   |
| 2005 |        | Shyam Benegal              | Hindi                     | Ha centrado sus esfuerzos en dirigir películas sobre los derechos de la mujer.                        |
| 2006 |        | Tapan Sinha                | Bengalí Hindi             | Dirigió más de cuarenta películas en bengalí e hindi.                                                 |
| 2007 |        | Manna Dey                  | Bengalí Hindi             | Aportó su voz en cerca de 3 500 canciones usadas en películas.                                        |
| 2008 |        | V. K. Murthy               | Hindi                     | Reconocido por su colaboración con el director Guru Dutt.                                             |
| 2009 |        | D. Ramanaidu               | Télugu                    | Produjo más de 130 películas en diversos idiomas.                                                     |
| 2010 |        | K. Balachander             | Tamil Télugu              | Dirigió y produjo cerca de cien películas en diversos idiomas.                                        |
| 2011 |        | Soumitra Chatterjee        | Bengalí                   | Reconocido por sus frecuentes colaboraciones con el cineasta Satyajit Ray.                            |
| 2012 |        | Pran                       | Hindi                     | Notable por sus más de cincuenta años de carrera en el cine indio.                                    |
| 2013 |        | Gulzar                     | Hindi                     | Reconocido por su carrera como compositor, autor y cineasta.                                          |
| 2014 |        | Shashi Kapoor              | Hindi                     | Ganador de dos Premios del Cine Nacional.                                                             |
| 2015 |        | Manoj Kumar                | Hindi                     | Conocido por sus interpretaciones patrióticas en el cine de la India.                                 |
| 2016 |        | K. Viswanath               | Télugu                    | Ganador de cinco Premios del Cine Nacional.                                                           |
| 2017 |        | Vinod Khanna               | Hindi                     | Reconocido por su labor como actor en películas hindi en la década de 1970.                           |
| 2018 |        | Amitabh Bachchan           | Hindi                     | Ha aparecido en más de 200 películas en idioma hindi.                                                 |